# Wong Wan
Wong Wan (kinesiska: 往灣, 往湾) är en vik i Hongkong (Kina). Den ligger i den nordöstra delen av Hongkong.